# Nándori Gyula
Nándori Gyula (Budapest, 1927. október 15. – Miskolc, 2005. január 14.) kohómérnök, egyetemi tanár.

## Élete, munkássága
Nándori Gyula Budapesten született, és középiskolai tanulmányait a Széchenyi István Gimnáziumban és a Piarista Gimnáziumban végezte 1943 és 1947 között. Érettségi után a József Nádor Műszaki és Gazdaságtudományi Egyetem soproni Bánya-, Kohó- és Erdőmérnöki Karán tanult, ahol 1951-ben szerezte meg kohómérnöki oklevelét. 1951-től 1954-ig a MÁVAG Mozdony- és Gépgyár budapesti vasöntödéjében dolgozott üzemmérnökként, üzemvezető helyettesként. 1954-ben a Vasipari Kutató Intézet öntödei osztályán a Magyar Tudományos Akadémia ösztöndíjas aspiránsa, majd 1957 és 1963 között tudományos munkatársa volt. A műszaki tudományok kandidátusa fokozatot 1959-ben szerezte meg, az egyetemi doktori címet pedig rá egy évre kapta meg.
Az egyetemi oktatómunkát 1959-ben kezdte a Nehézipari Műszaki Egyetemen, ahol a Kohómérnöki Karon a Vas-, acél- és fémöntés című tantárgy előadója volt. 1961–1963 között Egyiptomban dolgozott vendégprofesszorként. Hazatérése után Miskolcon a Vaskohászattani Tanszék egyetemi docense lett, és ekkor indult be az öntő ágazatos képzés. 1965. január 1-jén az ő szervezésében és vezetésével megalakult az önálló Öntészeti Tanszék. A tanszéket – 1968-tól már egyetemi tanárként – egészen nyugdíjazásáig, 1990-ig vezette. 1971-től 1974-ig ellátta a Kohómérnöki Kar dékáni feladatait is. Nyugdíjba vonulása után tovább dolgozott a tanszéken, 2000-től haláláig professor emeritus volt.
Részt vett az MTA metallurgiai bizottságának munkájában, ezen kívül az Országos Magyar Bányászati és Kohászati Egyesület alelnöke és az Egyetemi Osztály elnöke volt. Tagja volt a Német Öntők Szövetségének és a Német Anyagtudományi Egyesületnek.
Nándori Gyula az öntő ágazat tananyagának kidolgozásával, jegyzeteinek megírásával a hazai öntészeti felsőoktatás megteremtőjének számít. Az öntvények megszilárdulása közben lejátszódó folyamatok nemzetközi szinten elismert kutatója volt. Közel 160 hazai és külföldi közleményt jelentetett meg, sok jegyzet és szakkönyv szerzője, társszerzője. Szoros szakmai kapcsolatokat épített ki számos külföldi egyetemmel és kutatóintézettel (Leoben, Freiberg, Aalen, Krakkó, Kassa, Ostrava stb.). Szívesen és aktívan vett részt hallgatói rendezvényeken, ápolta a selmeci diákhagyományokat, hallgatói szerették.
2005. január 14-én hunyt el; január 28-án, a soproni evangélikus temetőben temették el.
2006. október 13-án az Öntödei Múzeum kertjében, Budapesten, majd 2007. október 15-én a Miskolci Egyetem B/1–C/1 épülete 3. emeleti lépcsőfordulójában egy-egy mellszobrot avattak emlékezetére. Mindkét szobor Kutas László alkotása.

## Elismerései
- 1959, 1970 – A Kohászat Kiváló Dolgozója
- 1969 – Munka Érdemrend ezüst fokozata
- 1969 – Mikoviny Sámuel-emlékérem
- 1976 – Kiváló Nevelő diploma
- 1981 – Kerpely Antal-emlékérem
- 1981 – a Krakkói Műszaki Egyetem emlékérme
- 1982 – az Ostravai Egyetem emlékérme
- 1986 – Kiváló Munkáért díj
- 1987 – a Kassai Műszaki Egyetem emlékérme
- 1988 – Péch Antal-emlékérem
- 1990, 2000 – Sóltz Vilmos-emlékérem
- 1990 – Signum Aureum Universitas egyetemi kitüntetés
- 1990 – jubileumi egyetemi emlékérem
- 1992 – az OMBKE centenáriumi emlékérme
- 1997 – Pro Facultate Ingeniariorum Metallurgiae kitüntetés
- 1997 – Az OMBKE tiszteleti tagja
- 2000 – professor emeritus
- 2001 – a Miskolci Egyetem aranyoklevele
- 2002 – az Anyag- és Kohómérnöki Kar emlékérme
- 2002 – a Magyar Öntészeti Szövetség életműdíja

## Főbb művei
- Magtámaszok vizsgálata. Bányászati és Kohászati Lapok – Öntöde, 1952/10.
- Megfigyelések a folyékony öntöttvas felületén végbemenő oxidációs folyamatokról. BKL – Öntöde, 1955/11.
- Elméleti öntészet I–II. Budapest, 1954–1968.
- A folyékony öntöttvas felületén képződő oxidszilikát salakok reakcióképességének vizsgálata. BKL – Kohászat, 1965/1.
- Öntödei gépek (Lingisch Bélával). Budapest, 1968.
- Vas-, acél- és fémöntészeti enciklopédia (Vereskői Jánossal). Budapest, 1969.
- Vas-, acél- és fémöntészet I. Általános öntészet. (Vereskői Jánossal). Budapest, 1970.
- Gépi formázás (társszerzőkkel). Budapest, 1975.
- Lemezgrafitos öntöttvas vizsgálata hajlítókísérlettel I–II. (társszerzőkkel). BKL – Kohászat, 2001/4., 2001/8.